# Cornelius Krieghoff
Cornelius David Krieghoff (19 juin 1815 – 5 mars 1872) est un peintre canadien d'origine néerlandaise. Il est l'un des peintres canadiens les plus populaires du XIXe siècle. Krieghoff est surtout connu pour ses peintures de paysages canadiens d'automne et d'hiver.

## Biographie
Krieghoff est né le 19 juin 1815 à Amsterdam, aux Pays-Bas. Il étudie la musique et la peinture avant de se mettre à voyager à 18 ans. Il s'enrôle dans l'armée américaine à New York, en 1837. Il déserte quelques années plus tard. En 1840, il traverse la frontière du Bas-Canada, le pays d'origine de sa femme Louise Gauthier. Il suit une formation académique, se rend à Paris en 1844, où il copie des chefs-d'œuvre du Louvre auprès de Michel Martin Drolling (1789–1851), revient en Amérique et parcourt les routes entre Rochester, Toronto et Montréal où il s'installe en 1846.
Krieghoff vit de petits boulots et de quelques commandes de portraits. Ses sujets de prédilection sont la nature, les premières nations et les paysans canadiens-français. À partir de 1848, il intégrera de plus en plus de sujets autochtones à sa production, représentations instructives de leur habillement et de leur mode de vie. Actif dans le milieu culturel montréalais, avec notamment les peintres James D. Duncan, Théophile Hamel, Frederick Lock, William Sawyer et Martin Somerville, il participe à diverses expositions et reçoit bon nombre de commandes. Il influence certains peintres au Québec dont Alexandre S. Giffard.
En 1853, Krieghoff s’installe à Québec où il rejoint son bon ami John Budden dont il avait fait un portrait en 1847. Sa clientèle a un intérêt pour les paysages, la culture autochtone et des scènes de genre. Il peint toujours des paysages, notamment des chutes, petits tableaux toujours réalisés avec une technique maîtrisée et un grand souci du détail. Ses scènes de la campagne plaisent à la clientèle de la ville.
|  |  |

Il consacre également une partie de sa production à des personnages, notamment amérindiens, fidèle témoignage de leurs habillements. Sur les scènes qu’il représente, Krieghoff va progressivement diminuer la taille des personnages pour laisser place à des paysages grandioses, peints avec minutie.
Avec l’annonce de l’emplacement d’Ottawa comme capitale permanente (au lieu de l’alternance entre Québec et Toronto), la ville de Québec entame un déclin qui va inciter Krieghoff à séjourner en Europe, à partir de 1863 pour les sept années suivantes. Il continuera d’être régulièrement exposé, tant au Canada qu’aux États-Unis. Il revient à Québec en 1870 où il séjournera brièvement, peignant peu. Il participe toutefois avec un succès d’estime à l’Exposition provinciale de Québec en septembre 1871. L'annonce de sa mort à l'âge de cinquante-six ans arrivera de Chicago, le 5 mars 1872. Il est enterré au cimetière de Graceland à Chicago. Ses œuvres se retrouvent dans plusieurs collections privées, ainsi que dans les principales institutions muséales du Canada. Elles sont admirées tant pour le soin apporté à leur réalisation que pour le témoignage vivant de la vie de cette époque. Elles sont régulièrement exposées à la Galerie L'Art français.

## Signature
Krieghoff signait ses toiles C. Krieghoff. 

## Enchère record
L'enchère record pour un tableau de Cornelius Krieghoff est de 350 000 $ canadiens.  Il s’agit de Mail boat landing at Quebec, une peinture à l'huile de 17 par 24 po. vendue le 20 novembre 2006 chez Sotheby's & Ritchies (Toronto)

## Galerie

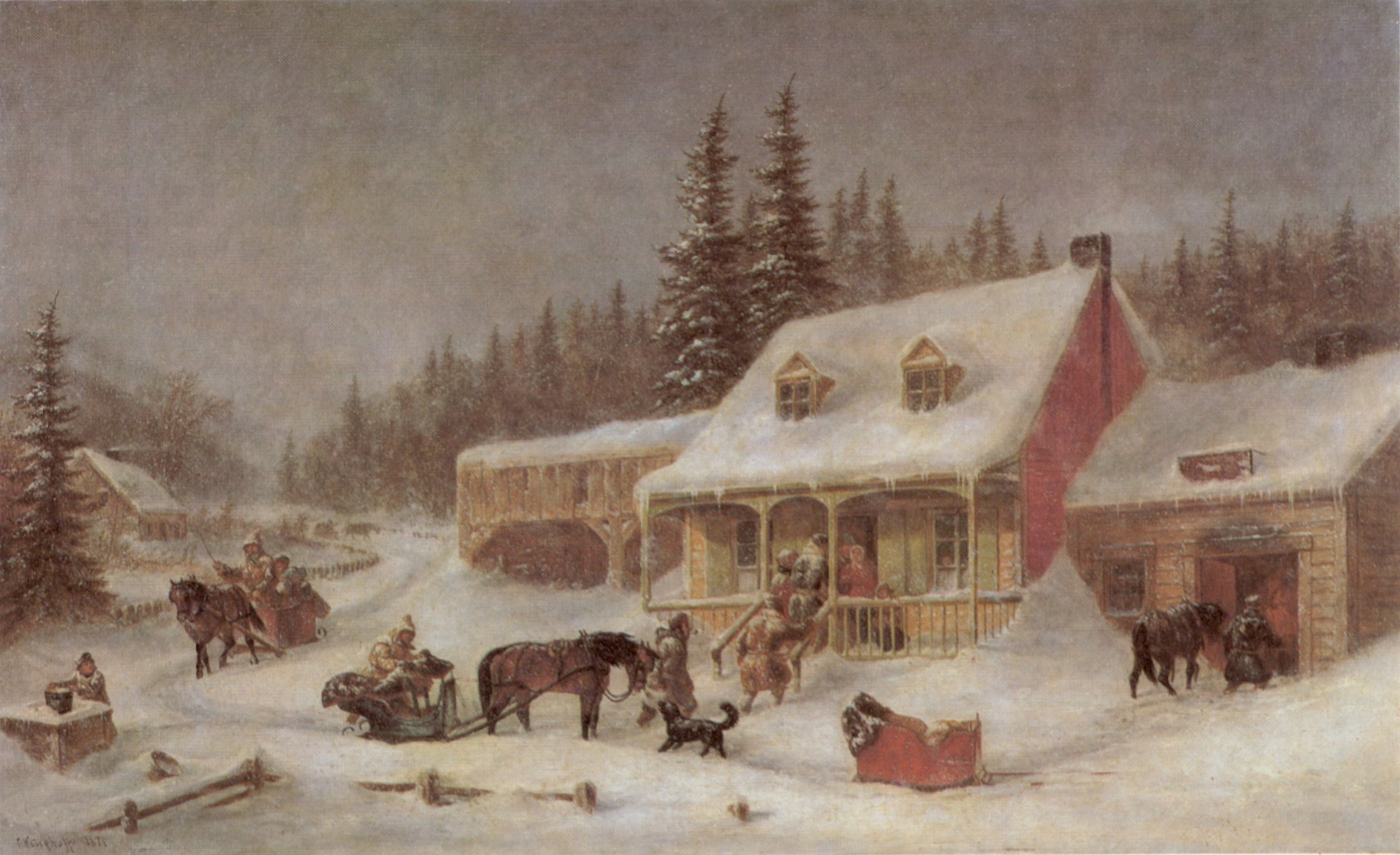
The Blacksmith's Shop (Le Maréchal-ferrant), peinture à l’huile, 22 × 36 po., 1871, Musée des beaux-arts de l'Ontario
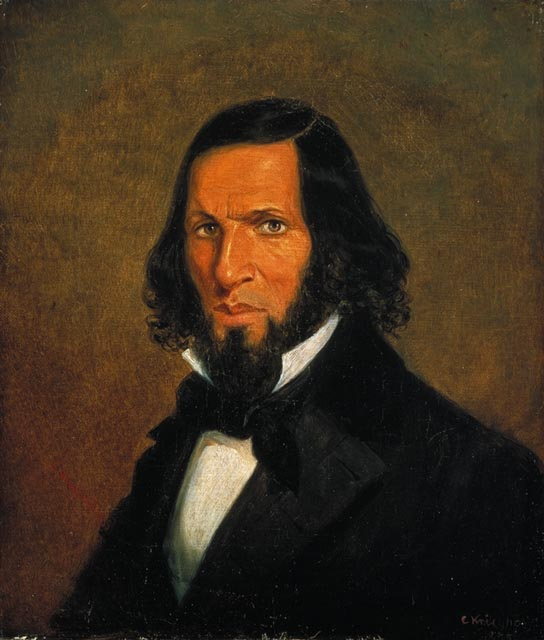
Autoportrait par Cornelius Krieghoff, 1855, Musée des beaux-arts du Canada
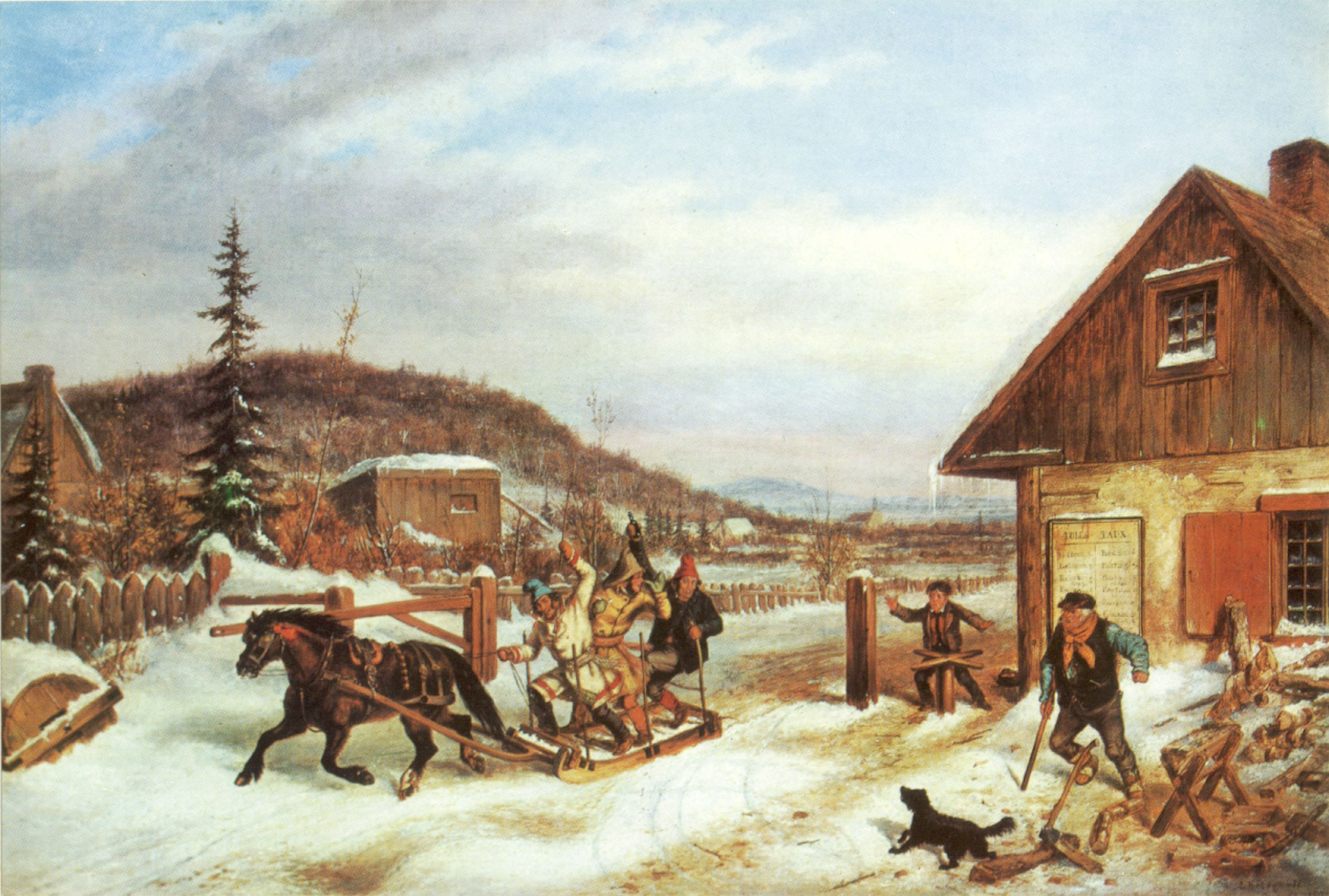
The Toll Gate (La Barrière de péage), peinture à l’huile, 1859
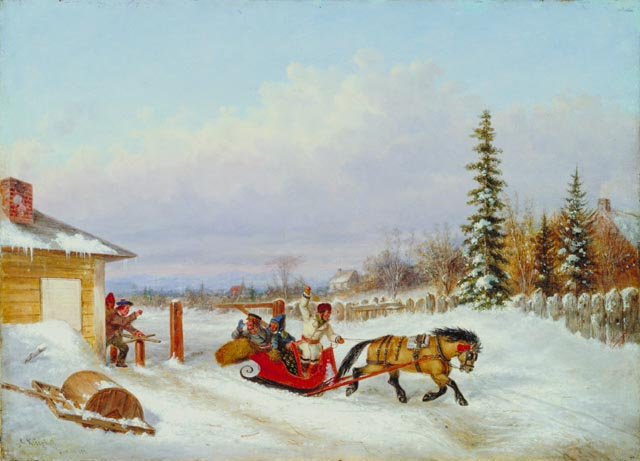
The Toll Gate (La Barrière de péage), peinture à l’huile, 1861, Musée des beaux-arts du Canada
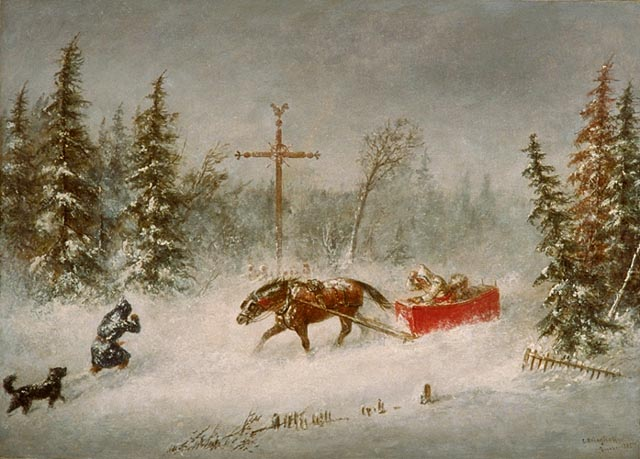
The Blizzard (Le Blizzard), peinture à l'huile, 1857, Musée des beaux-arts du Canada
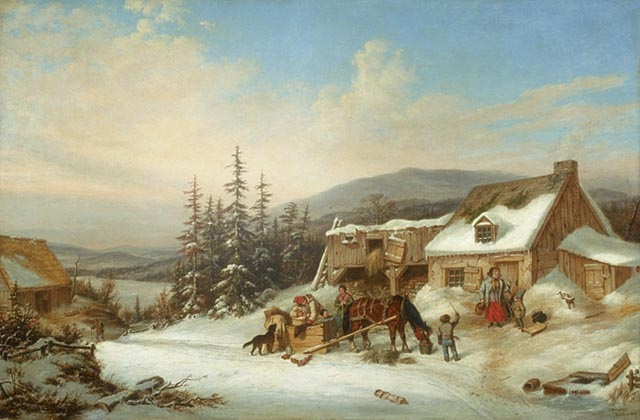
The Habitant Farm (La Ferme), peinture à l’huile, 1856, Musée des beaux-arts du Canada
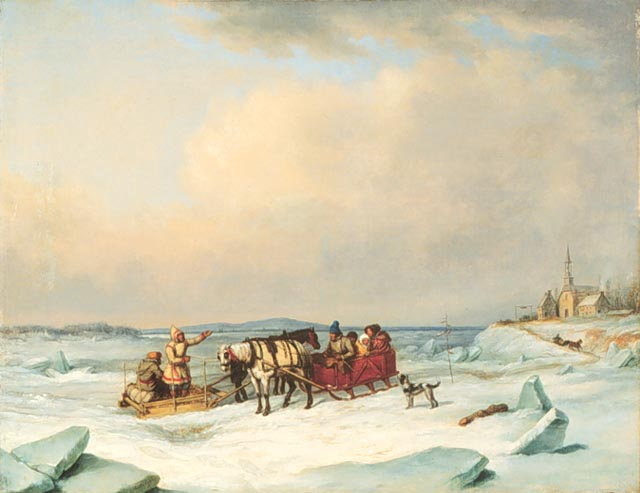
The Ice Bridge at Longue-Pointe (Le Pont de glace à Longue-Pointe), peinture à l’huile, 1847–1848, Musée des beaux-arts du Canada
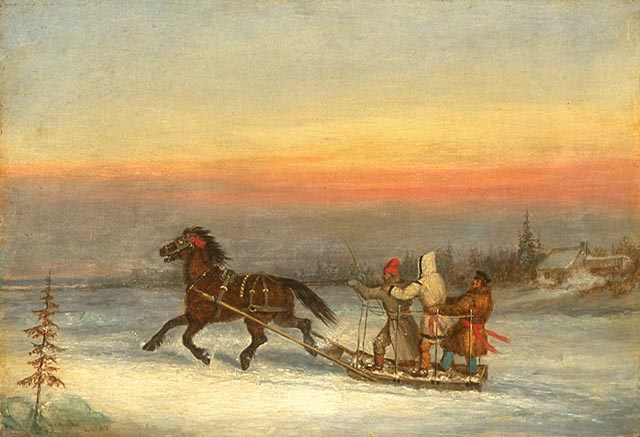
The River Road (La Route de la rivière), peinture à l’huile, 1855, Musée des beaux-arts du Canada
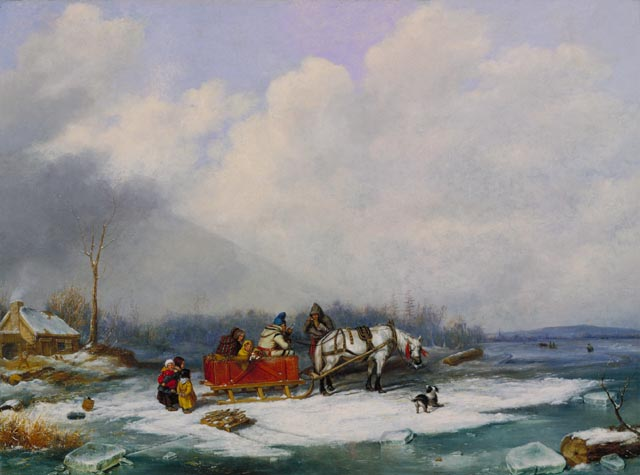
Winter Landscape (Scène d'hiver), peinture à l’huile, 1849, Musée des beaux-arts du Canada
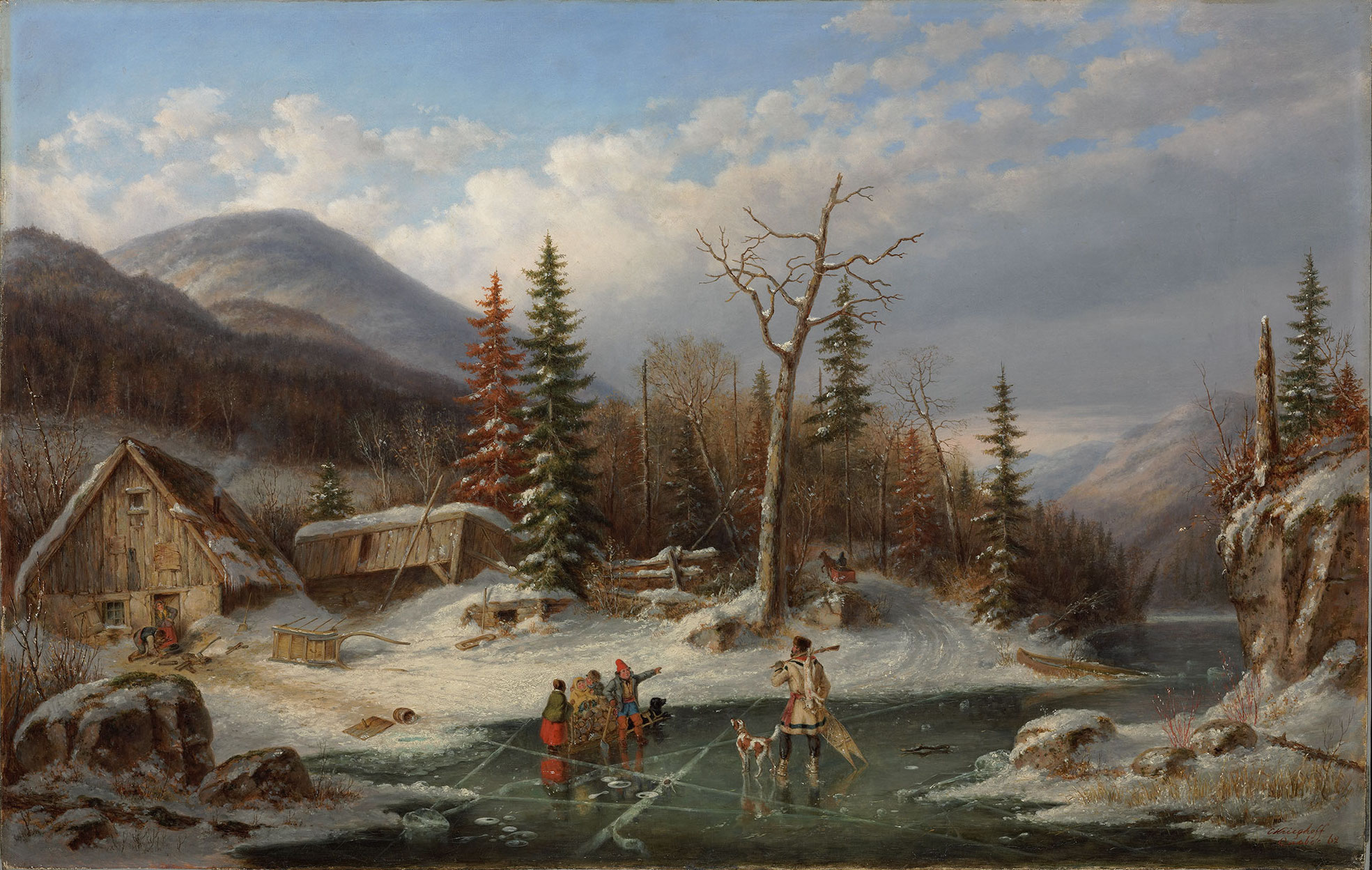
Winter Landscape, Laval (L'Hiver dans les montagnes de Laval, près de Québec – la fissure dans la glace), peinture à l’huile, 1862, Musée des beaux-arts du Canada
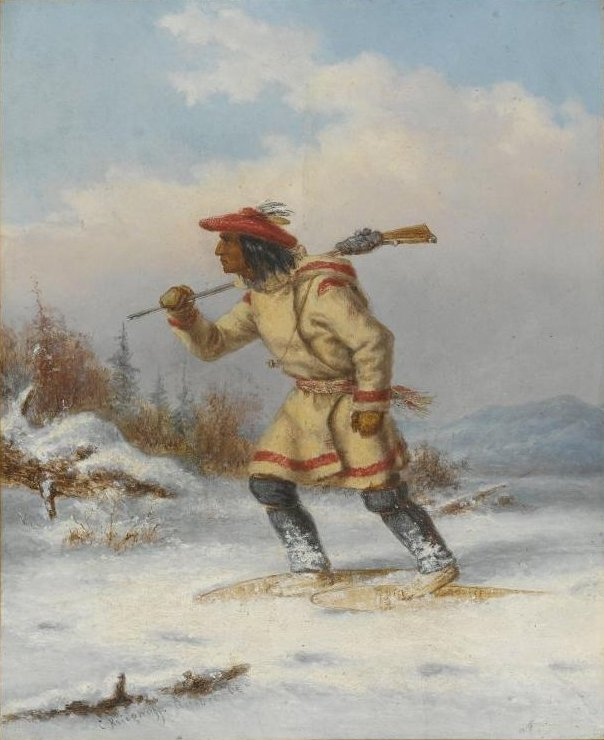
Following the Moose (Le Chasseur indien), peinture à l’huile, circa 1860, 11 × 9.5 in., Brooklyn Museum
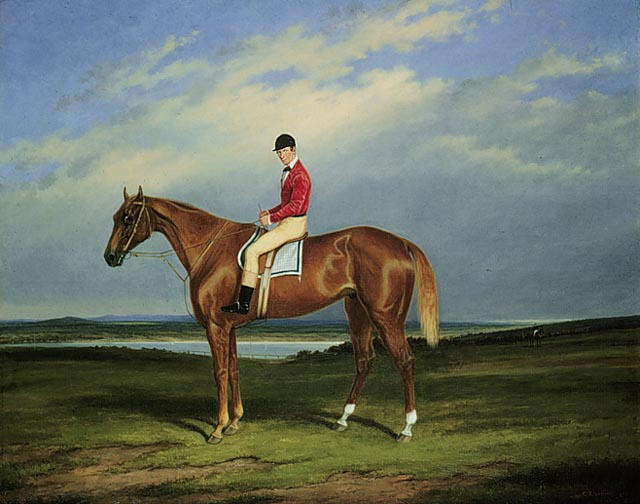
Fraser with Mr. Miller Up (Fraser, monté par monsieur Miller), peinture à l’huile, 1854, Musée des beaux-arts du Canada
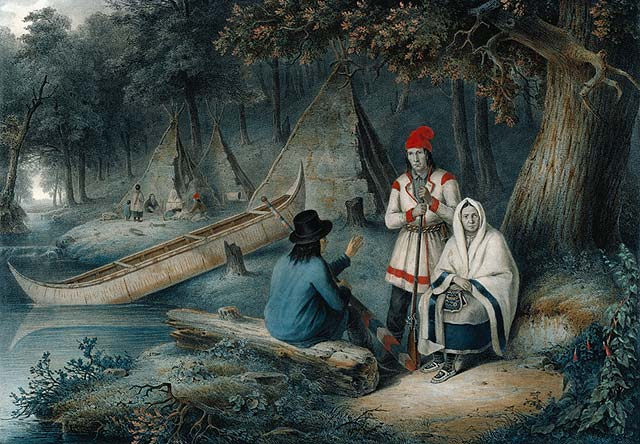
Indian Wigwam in Lower Canada (Wigwam au Bas-Canada), lithographie avec aquarelle
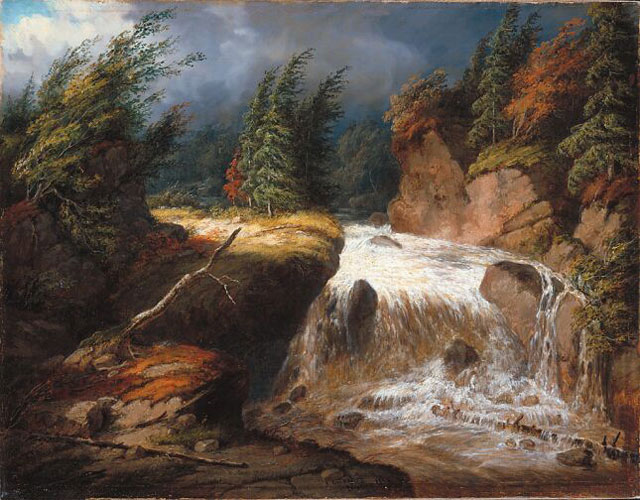
The Passing Storm, Saint-Ferréol (L'Orage, Saint-Ferréol), peinture à l’huile, 1854, Musée des beaux-arts du Canada
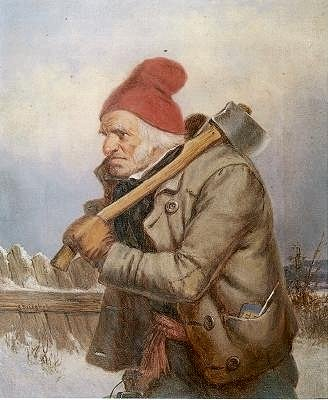
The Woodcutter (Le Bûcheron), peinture à l’huile, 1857
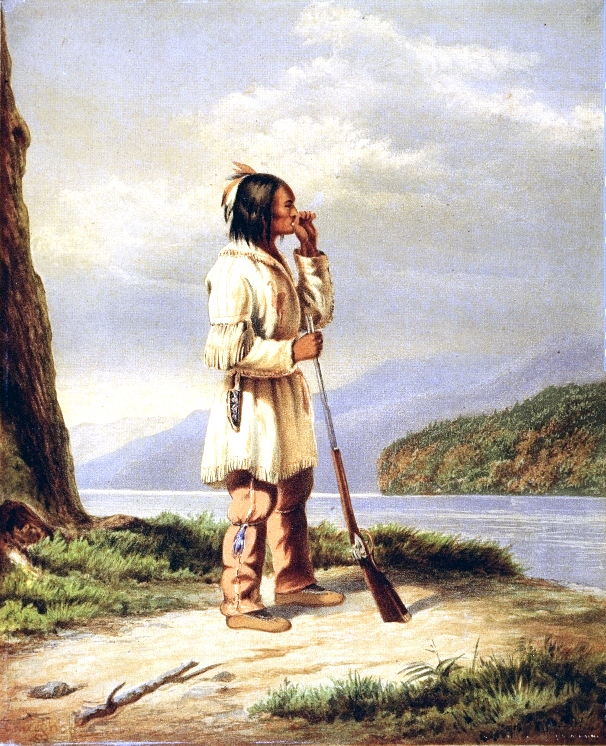
Wyandot hunter calling a moose (Huron appelant l'orignal), circa 1868

## Maison Krieghoff

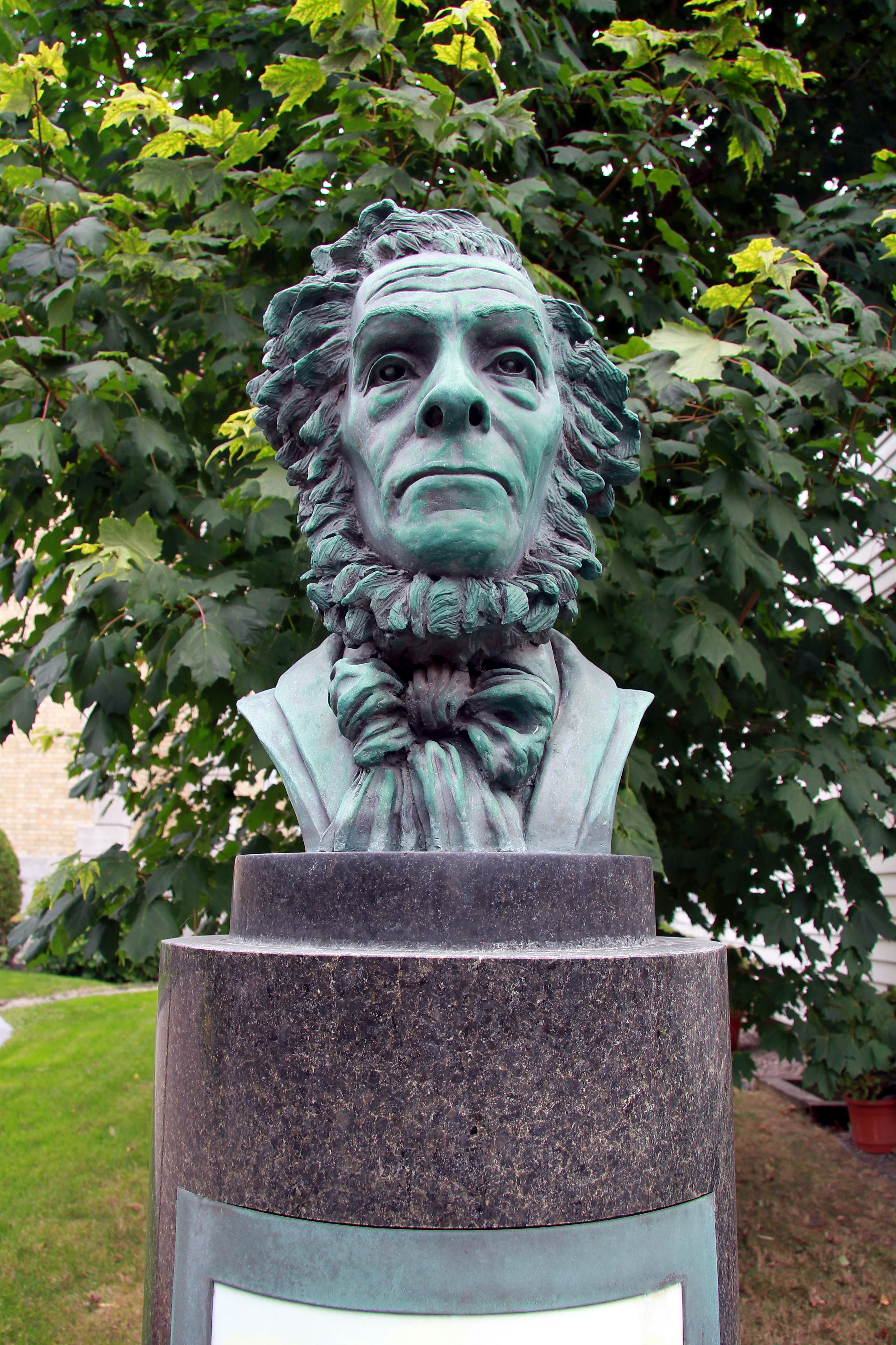
Monument Krieghoff

La maison qu'il habitait à Québec existe toujours et porte son nom. Située au 115, Grande Allée Ouest, à l'intersection de l'avenue Cartier, elle est classée bien culturel du Québec et a été rénovée. Devant la petite demeure, une plaque et un bronze le représentant rappellent sa mémoire.

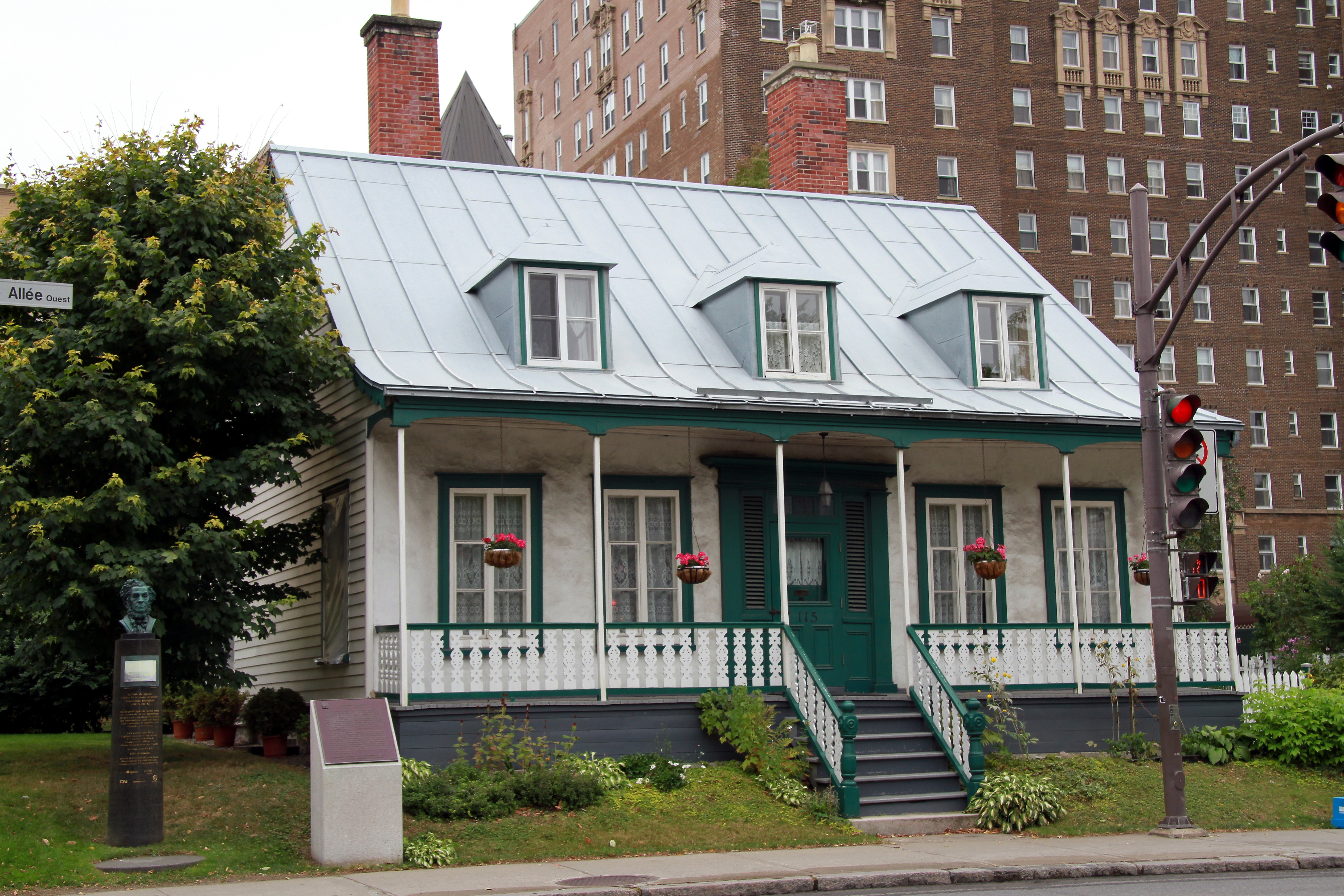
La Maison Krieghoff

Selon l'historien de l'architecture Luc Noppen : « Cette maison s'inscrit dans la tradition bien particulière du milieu du XIXe siècle. En effet, l'engouement pour les cottages rustiques amène les gens à louer une petite maison, généralement de bois, pour profiter des avantages de la villégiature. »

## Hommages
Un Espace, un parc et une rue ont été nommés en son honneur dans la Ville de Québec. L'Espace a été nommée en 2004, la rue en 2006 et le parc en 2011.